# José Iturbi
José Iturbi Báguena (né le 28 novembre 1895 à Valence (Espagne) et mort le 28 juin 1980 à Los Angeles), est un pianiste, un compositeur, un acteur, et un chef d'orchestre espagnol.

## Biographie
José Iturbi Baguena a entretenu depuis sa naissance une relation avec la musique. Fils d'un constructeur de pianos, il se fit remarquer - depuis son plus jeune âge - pour sa passion pour la musique. À l'âge de cinq ans, il reçut ses premières leçons de piano et intégra quatre ans plus tard le Conservatoire de Valence.
En 1910 il partit pour Paris pour étudier au Conservatoire, suivant quelques-uns de ses maîtres les plus importants comme Joaquim Malats et Wanda Landowska. Tout cela grâce à une bourse accordée par le Conseil de Valence.
En 1918, il fut professeur de piano au Conservatoire de Genève, charge qu'il abandonna en 1922 pour se dédier exclusivement à sa carrière de concertiste.
Il commença une carrière musicale pleine de succès qui lui permit d'offrir des récitals dans les principales salles de concerts d'Europe ; sa notoriété devint mondiale grâce à sa représentation aux États-Unis en 1929, où il devint par la suite chef d'orchestre.
L'orchestre Iturbi qu'il fonda, l'Orchestre Philharmonique de New York, l'Orchestre de Philadelphie, l'Orchestre symphonique de Chicago ou l'Orchestre philharmonique de Rochester (1936-1944) sont quelques-unes des formations qu'il eut à sa charge.
En 1944, il développa son répertoire musical à la demande de la productrice Metro Goldwyn Mayer en tant que pianiste de comédies musicales. Ainsi il s'initia à une carrière cinématographique qui se prolongea durant cinq années, pendant lesquelles il participa à sept films.
À la fin des années 1940, Valence le réclama pour favoriser l'ascension de l'orchestre municipal de la ville. La collaboration du maître fut décisive dans la confirmation de cette formation comme l'une des plus importantes du paysage musical espagnol et international.
Le 17 avril 1949, il présenta à Madrid l'Orchestre municipal de Valence. Les concerts se déroulèrent au théâtre de Madrid durant plusieurs jours et constituèrent le premier grand succès national pour les musiciens valenciens. Le maître Iturbi, de nouveau pianiste et chef, arracha à la critique madrilène une reconnaissance sincère. L'Orchestre municipal de Valence continua sa tournée nationale en passant par des villes comme Barcelone, Saragosse, Alicante ou Terrassa récoltant de grands succès et laissant une profonde trace pour les musiciens valenciens.
Le 24 juin 1949, José Iturbi retourna sur sa terre pour recevoir l'hommage de ses musiciens et de la mairie de Valence qui lui décernèrent le titre honorifique et permanent de directeur de la formation.
En 1950, il fut le promoteur de leur première tournée à l'étranger. L'événement prit un caractère très spécial pour l'Orchestre Municipal de Valence, tant pour l'importance de l'événement que pour le succès obtenu.
L'inondation de 1957 dévasta la ville et beaucoup de villages valenciens, ce qui motiva le grand maître Iturbi à annuler tous ses engagements artistiques pour se mettre à la tête de l'Orchestre Municipal et réaliser une tournée en Espagne dans le but de récolter des fonds pour les sinistrés. Avec cette action, José Iturbi montra son attachement à sa terre natale.

## Œuvre
Pianiste, compositeur et chef d'orchestre, José Iturbi se fit remarquer surtout par son inclination pour le piano pour lequel il possédait une technique très personnelle marquée par une précision parfaite et claire.
Sa facette de directeur compléta parfaitement celle de pianiste en introduisant la fonction de directeur-soliste, grâce à laquelle Iturbi dirigea l'orchestre depuis le piano, bien qu'il interprétât les concerts.
Dans sa carrière artistique Iturbi ne se limita pas à un seul style et interpréta une grande variété de compositions comme celles de Beethoven, Mozart, Liszt, Chopin, Brahms, Schumann ou Mendelssohnn, sans oublier ses racines, puisqu'il porta aussi la musique espagnole à travers le monde tantôt comme directeur, tantôt comme pianiste.
Albéniz, Granados et Manuel de Falla furent quelques-uns des compositeurs qu'Iturbi inclut dans ses concerts et récitals.
Il est l'auteur de l'arrangement pour deux mains de la Rhapsody in Blue, de George Gershwin.

## Iturbi et Valence
La ville de Valence voulut souligner les liens du musicien avec la ville en donnant son nom au Conservatoire Municipal. De plus Valence organise (tous les ans de 1981 à 1984, tous les deux ans depuis) le Concours international de piano José Iturbi.

## Au cinéma
José Iturbi apparaît dans plusieurs films musicaux à Hollywood dans les années 1940, La Parade aux étoiles (Thousands Cheer) en 1943, Tendre Symphonie (Music for Millions) en 1944, Deux Jeunes Filles et un marin (Two Girls and a Sailor), Escale à Hollywood (Anchors Aweigh) en 1945, Le Baiser de minuit (That Midnight Kiss) en 1949, et Cupidon mène la danse (Three Daring Daughters) en 1948, dans lequel il tient le rôle masculin principal.

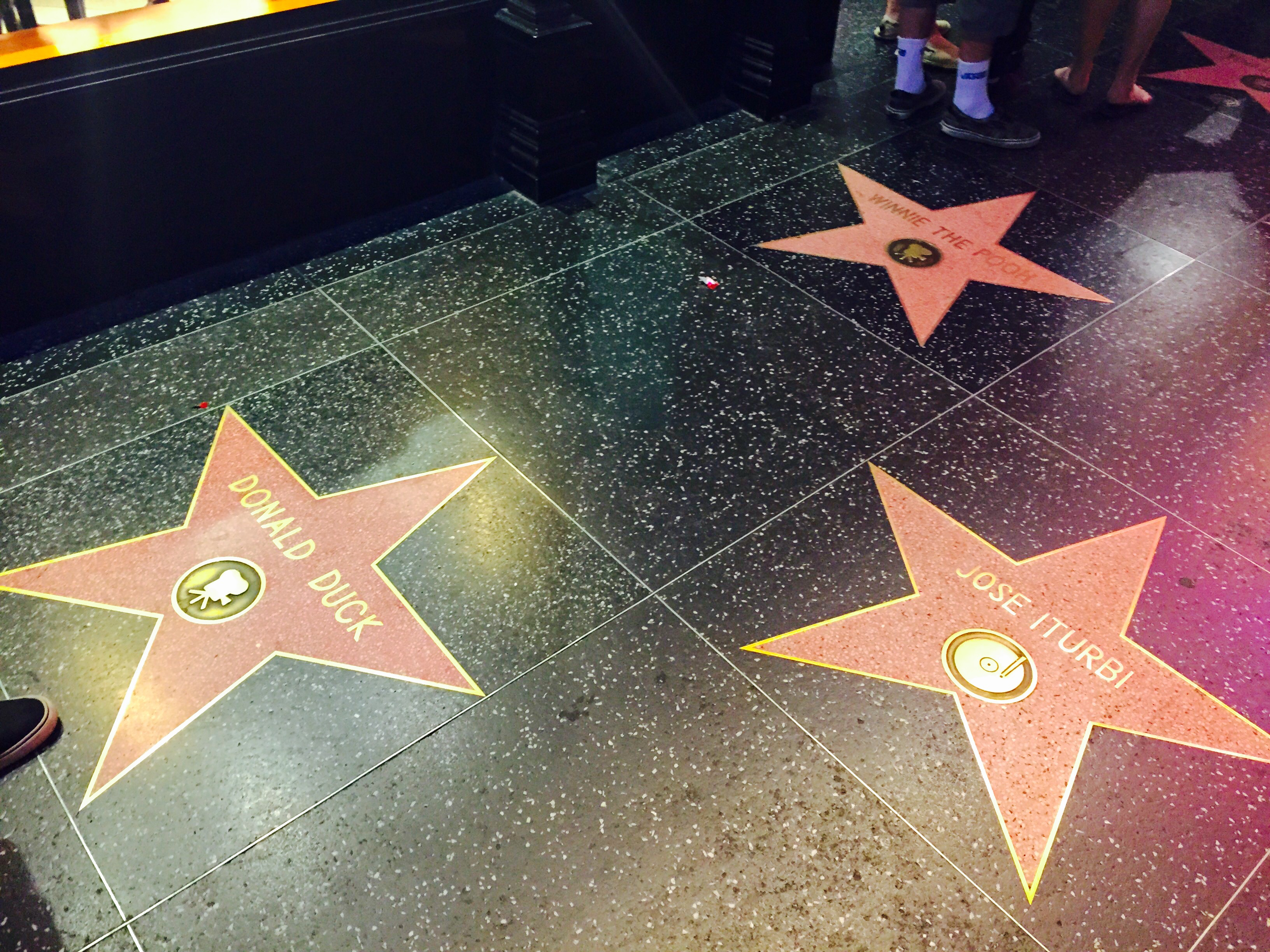
L'étoile de José Iturbi sur le Hollywood Walk of Fame.

## Distinctions
- Grand-croix de l'ordre d'Isabelle la Catholique